# Geolyces seriata
Geolyces seriata là một loài bướm đêm trong họ Geometridae.